# Фабріціо Ді Мауро
Фабріціо Ді Мауро (італ. Fabrizio Di Mauro, нар. 18 червня 1965, Рим) — італійський футболіст, що грав на позиції півзахисника. По завершенні ігрової кар'єри — спортивний функціонер.
Виступав, зокрема, за клуб «Рома», а також національну збірну Італії.

## Клубна кар'єра
Народився 18 червня 1965 року в місті Рим. Вихованець футбольної школи клубу «Рома». Для отримання ігрової практики гравця було віддано 1984 року в оренду в «Ареццо», в якому провів три сезони у Серії В, взявши участь у 72 матчах чемпіонату.
1987 року також на правах оренди був відданий в клуб «Авелліно». 20 вересня він дебютував у Серії А в матчі проти «Верони» (0:1). За підсумками сезону 1987/88 років «Авеліно» вилетів до Серії Б, але Ді Мауро зумів залишитись в еліті, повернувшись в «Рому». У першому сезоні Фабріціо основним не був, зігравши лише 14 матчів у Серії А, але з наступного сезону став важливим гравцем «вовків». У 1991 році він виграв свій трофей — Кубок Італії. У тому ж році команда досягла фіналу Кубка УЄФА, але римський клуб програв «Інтернаціонале» (0:2 і 1:0). Всього відіграв за «вовків» чотири сезони своєї ігрової кар'єри.
У 1992 році Ді Мауро переїхав за 7 млрд лір до «Фіорентини». Там він провів найрезультативніший сезон у кар'єрі (6 м'ячів), але його команда вилетіла з Серії А. Після цього Ді Мауро провів наступний сезон на правах оренди у «Лаціо», де він провів один сезон і зайняв четверте місце у серії A. У 1994 році «Фіорентіна» повернулася до Серії А і Ді Мауро повернувся до клубу з Флоренції. Проте, він провів у ньому всього ще один рік.
Завершив професійну ігрову кар'єру у клубі Серії В «Реджяна», за команду якого виступав протягом 1995—1996 років.

## Виступи за збірну
1993 року провів три матчі у складі національної збірної Італії.
| Дата       | Місто     | Господарі | Результат | Гості   | Турнір            | Голи | Примітки |
| ---------- | --------- | --------- | --------- | ------- | ----------------- | ---- | -------- |
| 20/01/1993 | Флоренція | Італія    | 2 – 0     | Мексика | товариський матч  | -    |          |
| 14/04/1993 | Трієст    | Італія    | 2 – 0     | Естонія | Відбір до ЧС 1994 | -    |          |
| 01/05/1993 | Берн      | Швейцарія | 1 – 0     | Італія  | Відбір до ЧС 1994 | -    |          |
| Усього     |           | Матчів    | 3         |         | Голів             | 0    |          |

## Титули і досягнення
- Володар Кубка Італії (1):

«Рома»: 1990–91